# Avram Imbroane
Avram Imbroane (n. 9 decembrie 1880, Coștei, comuna Vârșeț⁠(d), Južnobanatski upravni okrug, Serbia – d. 23 septembrie 1938, București, România) a fost un preot ortodox, om de afaceri și om politic român. Născut în jumătatea de vest a Banatului, el a fost activ în agitația naționalistă în comunitatea românească a acestei regiuni, iar mai târziu și în Transilvania. În timpul Primului Război Mondial, el a susținut secesiunea și unirea necondiționată a Transilvaniei și a Banatului cu Regatul României. Imbroane a fugit din Austria-Ungaria și s-a implicat în activități de propagandă - mai întâi în România, apoi printre prizonierii transilvăneni din Republica Rusă. La sfârșitul anului 1918 s-a întors în Banat și a devenit un participant activ la lupta unionistă, participând la adunările "Marii Uniri".
Imbroane și-a încheiat activitatea în politică în calitate de secretar al Ministerului Culturii și Cultelor, fiind renumit pentru disputele sale cu romano-catolicii români. În ultimii ani, a fost implicat în conducerea industriilor și băncilor din Banat și, de asemenea, a lucrat la dezvoltarea standardelor regionale în educație și cultură. El a militat și pentru drepturile românilor din Iugoslavia și s-a considerat nedreptățit de separarea Banatului.

## Biografie

#### Începutul carierei
Imbroane s-a născut la 9 decembrie 1880, în localitatea Coștei, un sat locuit în majoritate de români, care este în prezent parte a Voivodinei, Serbia, pe atunci în Austro-Ungaria. Părinții lui erau țărani, aparținând straturilor modeste ale comunității românești.

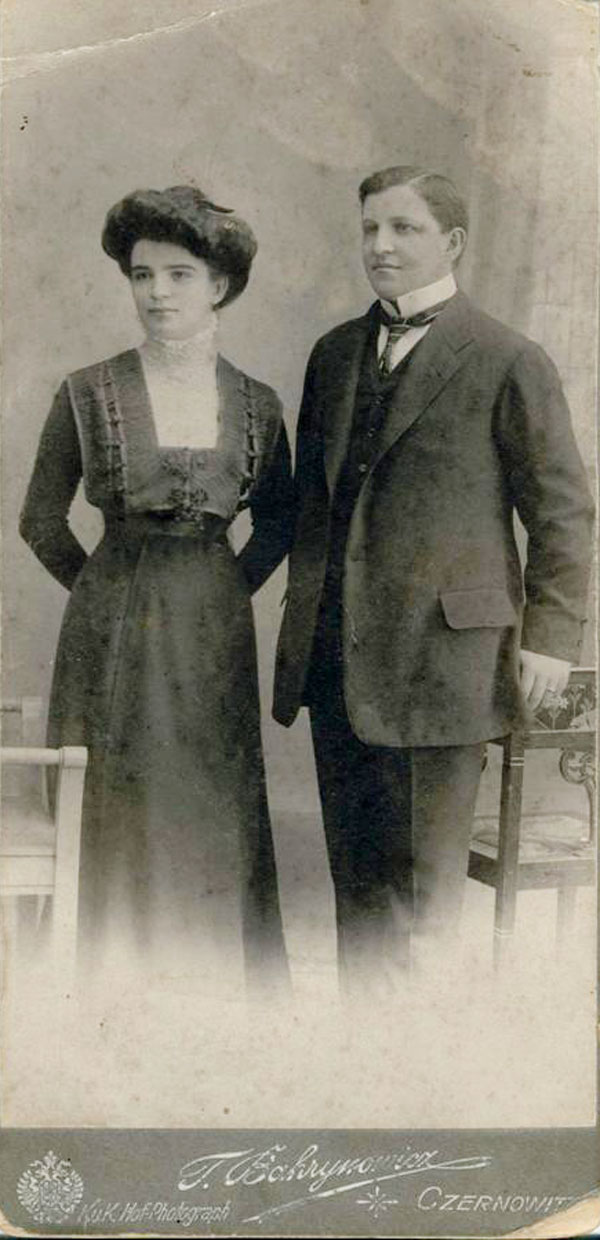
Avram și Sofia Imbraone la Cernăuți - 1907

Avram și-a terminat educația primară la școala de la Coștei, apoi a absolvit gimnaziul din 
Biserica Albă (Bela Crkva). El și-a petrecut anii de liceu în orașul transilvănean Brașov, absolvind liceul românesc Șaguna, Imbroane a fost ulterior înscris în armata austro-ungară, a fost în serviciul militar în Regimentul 7 infanterie la Vârșeț și apoi a absolvit școala militară din Szeged. Mai târziu a început să studieze științele juridice la Universitatea din Budapesta, unde s-a implicat în mișcarea naționalistă românească, alături de Vasile Lucaciu și Octavian Goga.

#### Primul Război Mondial
Cariera politică a lui Imbroane a luat amploare în timpul alegerilor din 1910, când a fost supraveghetor din partea candidatului Caius Brediceanu la Temesmóra (Moravița). Grupul "Drapelul", s-a despărțit de Partidul Național Român (PNR), sprijinind încorporarea Transilvaniei și a Banatului în România, mai degrabă decât autonomia culturală și politică în Austria. Această poziție a devenit o provocare pentru autoritățile maghiare după izbucnirea războiului cu Serbia, când Imbroane a ajuns să fie considerat un "agitator periculos". În toamna anului 1914, Imbroane a fugit în regatul încă neutru al României. El a devenit profesor de școală, dar i s-a oferit și un post în Ministerul Domeniilor Regale. Familia lui a reușit să i se alăture înainte de sfârșitul anului.

#### PNL
Pe 15 octombrie 1922 Imbroane a devenit membru al PNL, partidul foștilor săi rivali. Noua sa afiliere a fost ridiculizată de ziarul de stânga Adevărul ca fiind "un caz extraordinar de transformare". Argetoianu, acuzat public de Averescu de ilegalități financiare, a părăsit Partidul Poporului în decembrie 1923. Imbroane și întreaga sa secție din Banat, care s-au reîntors cu PP, l-au urmat pe fostul lider disident; alți transilvăneni, inclusiv Goga, au rămas loiali lui Averescu. Nicolae Imbroane a rămas, de asemenea, loial PP, și a candidat cu succes pe lista județului Caraș în timpul alegerilor din mai-iunie 1926. El a prezidat apoi "Blocul Deputaților Banățeni" din cadrul PP.

#### Ultimii ani
Imbroane a murit la București după o boală prelungită, la 23 septembrie 1938. Conform elogiului său de înmormântare, ținut de Sever Bocu, Imbroane a fost întristat întotdeauna de pierderea satului său natal în favoarea Iugoslaviei, având mereu „o fantastică viziune” a extinderii granițelor României.